# Homerem zapomenuté děti
Homerem zapomenuté děti (v anglickém originále Children of a Lesser Clod) jsou 20. díl 12. řady (celkem 268.) amerického animovaného seriálu Simpsonovi. Scénář napsal Al Jean a díl režíroval Michael Polcino. V USA měl premiéru dne 13. května 2001 na stanici Fox Broadcasting Company a v Česku byl poprvé vysílán 7. ledna 2003 na stanici ČT1.

## Děj
Simpsonovi chodí do místní organizace YMCA na jednorázové bezplatné lekce. Homer se účastní hodiny košíkové, ale po pokusu o smeč, který skončí pádem desky na jeho nohu, je přetržen jeho přední zkřížený vaz. Poté, co se Homer podrobí operaci, mu doktor Dlaha oznámí, že nemůže chodit do práce a musí zůstat doma, kde se nesmírně nudí. Jednoho večera Ned požádá Homera, aby pohlídal Roda a Todda, zatímco on půjde na koncert Chrise Rocka (o kterém se domnívá, že je to křesťanský rockový koncert). Rodovi a Toddovi se líbí, že se o ně Homer stará, což Homera přivede na myšlenku založit si vlastní denní školku. 
Homer přemění svůj dům na „Denní školku strýčka Homera“. Protože Homer věnuje veškerou svou pozornost jiným dětem, cítí se Bart a Líza zanedbáváni. Školka je velice úspěšná a Homer si vyslouží nominaci na cenu, ale během videopozdravu při předávání cen Bart a Líza proloží domácí video záběry, na kterých je Homer v nejhorších chvílích (omdlívá opilý u stromečku o Vánocích, prohrává Maggie s Vočkem v pokeru a honí Barta se středověkým mávátkem a křičí přitom: „Já tě pořádně sejmu!“). Publikum se rozhořčí a Homer naštvaně škrtí Barta na jevišti, čímž nevědomky odhalí své nejhorší chování před zraky všech diváků, kteří se Homerovým chováním zděsí a rozhodnou se mu zabránit v hlídání svých dětí. Homer se všemi dětmi uniká v dodávce, dokud nenarazí do stromu a není chycen policií. 
Po třech chybách se Homer Bartovi a Líze omluví, že je zanedbával, a slíbí, že se bude starat o své vlastní děti místo dětí ze sousedství.

## Produkce
Scénář k dílu napsal Al Jean a režíroval ho Michael Polcino. Jean měl původně několik různých dějových linií včetně zranění Homera, než je nakonec všechny nadhodil do této epizody. Během produkce hledali členové štábu skutečného hráče NBA, který by se během prvního dějství objevil s brokovnicí, ale žádný hráč roli nepřijal. Hláška, kdy Milhouse říká, že zná Bartova otce lépe než Bart jeho, je odkazem založeným na skutečném životním zážitku producenta Mikea Reisse. Během produkce potřebovali animátoři dostat Ralpha z obrazovky na dva záběry, a tak se rozhodli, že Ralph bude následovat motýla.
Tato epizoda byla inzerována jako díl s Ronem Howardem, který by se v Simpsonových objevil již potřetí (jeho první dvě vystoupení lze nalézt v epizodě Dojezdy pro hvězdy 10. řady a v dílu Všechna sláva polní tráva 11. série). Původně třetí dějství zahrnovalo Homera, který dostal všechny děti do Howardova nejnovějšího filmu, podobného snímku Gladiátor, proto byl původní anglický název epizody The Kids Stay In The Picture (hříčka s názvem filmu producenta Roberta Evanse Ten kluk bude točit). Howard se však v této epizodě neobjevil, v dílu nebyly použity vůbec žádné hostující hlasy. Třetí dějství se týkalo Homera, který získal cenu Good Guy Award za péči o děti ze sousedství. To však bylo vše jen do chvíle, než ho jeho vlastní děti ukázaly jako nevhodného otce. 
Když Homer dává své povolení ke školce do rámečku, který mu dali Bart a Líza, bylo založeno na skutečném zážitku bývalého scenáristy Dany Goulda, kdy dal svým rodičům novinový článek o tom, že vyhrál bostonskou komediální soutěž, a později zjistil, že byl nahrazen Larrym Birdem máčejícím máslové prsty. Třetí akt původně neobsahoval honičku s policejním autem a byl zařazen až po společném čtení. Škrábance na Homerově videu ze školky byly do animace přidány v postprodukci.

## Kulturní odkazy
Název je parodií na divadelní hru Bohem zapomenuté děti a na film, který podle ní byl natočen v roce 1986. V epizodě se objevuje originální basketbalový koš, profesor Frink používá „Flubber“, což je narážka na stejnojmenný film z roku 1997, a také odkazuje na scénu z filmu, v níž hlavní hrdina (hraje ho Robin Williams) skáče po basketbalovém hřišti s pomocí bot potažených Flubberem. V této epizodě byl použit odkaz na George Jetsona, když Homer halucinuje o tom, že si ve vesmíru vystřelí na koš. Dokonce říká „Jetson!“ stejně jako pan Spacely. Lugash je parodií na Bélu Károlyiho.

## Přijetí
V krátké části epizody se Bill Cosby ve svém pořadu Kids Say the Darndest Things ptá dítěte na hry, které rádo hraje, a to okamžitě odpoví: „Pokémoni!“. Cosby začne nesouvisle blábolit o tom, co je to Pokémon, a přitom mává ušima. Jedná se o Cosbyho často používanou parodickou manýru. Tato pasáž zahrnující Cosbyho přehnané manýry z této a dalších epizod Simpsonových (a také z dílu Griffinových Brian dobývá Hollywood) se stala internetovým memem, když se z mnoha parodií na tyto konkrétní segmenty staly samostatné memy, zejména na YouTube a YTMND.
Scéna, v níž se Homerovi v detailním záběru hojí hnisající rána po strupu na Ralphově ruce, byla fanoušky přijata negativně.
Colin Jacobson z DVD Movie Guide ohodnotil tuto epizodu smíšeně: „Když se Bart a Líza spojí, aby dosáhli nějakého cíle, výsledek se obvykle podaří. A to platí i pro Děti – alespoň v mírné míře. Stejně jako většina epizod 12. řady se program nestane skutečně rozkošným, ale dělá více dobrého než špatného, takže nakonec skončí jako slušný úspěch.“.